# La La La (canción de LMFAO)
«La La La» es una canción interpretada por el dúo estadounidense de electro pop LMFAO. Fue lanzado como el segundo sencillo del álbum Party Rock y fue difundido a través del airplay el 8 de septiembre de 2009.
La canción fue utilizada en el espectáculo de baile coreografiado por Tabitha y Napoleon D'umo durante los Premios Primetime Emmy de 2009. Incluyó la participación de Karina Smirnoff y Maksim Chmerkovskiy de Dancing with the Stars, Joshua Allen, Katee Shean y Mark Kanemura de So You Think You Can Dance, y el equipo de danza de America's Best Dance Crew.
La canción obtuvo resultados comerciales satisfactorios para LMFAO en el Estados Unidos, en comparación con su anterior sencillo "I'm in Miami Bitch". La canción alcanzó su pico más alto en la  Billboard Hot 100, en el número cincuenta y cinco.

## Inspiración
"La La La", es una canción uptempo que tiene prominencia de electropop y características dance con influencias del synthpop de la década de 1980. La letra habla de como es sentirse "en la cima del mundo" de tener un amor obsesivo / compasión por alguien. Se compone en gran medida de sintetizadores de la época del 1980 y de ritmos hi-hats, incorporando el uso del vocoder durante el estribillo de la canción.

## Vídeo musical
El vídeo musical fue estrenado por Universal Music Group el 25 de noviembre de 2009. El vídeo comienza con la imagen de Redfoo haciendo una simulación de ingeniería en su computadora llamado "La La La Experience". Sky Blu intenta ayudarlo mediante la inserción de la imagen la chica deseada en la pantalla. Ellos se quedan mirando fotos del grupo de pop Paradiso Girls, especialmente una de sus integrantes, Chelsea Korka (quien es la novia de Sky Blu en realidad). Ellos toman su foto y la agregan a la simulación. El programa comienza con una parte de la canción "Lil' Hipster Girl". El vídeo muestra a un colorido neo-espacio temático que se ajuste a la letra de las canción entre la euforia y el amor de una mujer. Sky Blu y Foo Red se ven interactuando por separado con sus intereses amorosos (Korka y Jonna Mannion de The Real World: Cancún, respectivamente) durante cada verso y muchos personajes se ven durante el coro y el fin de la canción. Este vídeo también incluye la primera aparición conocida del Bot Shuffle. En este vídeo, el Bot Shuffle es de plata, en los nuevos es oro.

## Posición en listas
| Listas (2009)                                | Mejor posición |
| -------------------------------------------- | -------------- |
| Eslovaquia (Rádio Top 100)                   | 57             |
| Estados Unidos (Billboard Hot 100)           | 55             |
| Estados Unidos (Billboard Rap Songs)         | 20             |
| Estados Unidos (Billboard Pop Songs)         | 38             |
| Estados Unidos (Billboard Heatseekers Songs) | 1              |
| Reino Unido (UK Singles Chart)               | 144            |